# Nóna (keresztnév)
A Nóna latin eredetű női név, jelentése: kilencedik (lánygyermek).  Férfi párja: Nónusz.

## Gyakorisága
Az 1990-es években szórványos név, a 2000-es években nem szerepel a 100 leggyakoribb női név között.

## Névnapok
- március 16.[2]
- március 17.[2]
- augusztus 5.[2]